# Maglor
Maglor je postava z knihy Silmarillion od J.R.R. Tolkiena. Maglor je druhý Fëanorův syn, velký pěvec. Držel země nazývané Maglorova brána. Na konci Prvního věku se s Maedhrosem zmocnil dvou silmarilů, jež zůstaly ve Středozemi, a ten, který vzal, hodil do Moře.